# Systematische fout
Een systematische fout, ook wel (systematische) bias , is in de statistiek een niet-steekproeffout die een vertekening of afwijking van het juiste resultaat oplevert die een systematische oorzaak heeft en dus niet te wijten is aan toevallige effecten.
Een systematische fout kan uit een statistisch model worden verwijderd door de oorzaak van de fout expliciet in het model op te nemen. In de praktijk is het echter niet altijd vanzelfsprekend om die oorzaak te vinden en correct te modelleren. Het is in de eerste plaats niet vanzelfsprekend om te herkennen dat er een systematische fout in het model zit. Vaak wordt dit pas duidelijk als de voorspellingen op basis van het model getoetst kunnen worden aan de werkelijkheid. Daarnaast zijn sommige systematische fouten door gebrek aan goede gegevensbronnen moeilijk of niet op te lossen.
De Pelsmacker en Van Kenhoven geven het voorbeeld van de in hun ogen legendarische verkiezingsprognose in de Verenigde Staten van 1930 (senaatsverkiezingen). Daarbij werden in een ongebruikelijk grote steekproef 2 miljoen personen vooraf ondervraagd over hun geplande stemgedrag en was de voorspelling een klinkende overwinning voor de Republikeinen. Desondanks wonnen de Democraten. Achteraf bleek dat alleen midden- en hogere sociale klassen ondervraagd waren en niet de lagere sociale klasse. Juist deze laatste categorie stemt doorgaans Democratisch. Het niet opnemen van deze groep in de steekproef leidde tot een systematische fout.